# Willem Johannes Philippus van Waning (1844-1915)
Willem Johannes Philippus van Waning (Bleiswijk, 4 februari 1844 - Heemstede, 7 oktober 1915) was een Nederlandse marineofficier.

## Familie
Van Waning was een zoon van Jacob Isaac van Waning, burgemeester van Bleiswijk en Moerkapelle, en Catharina Maria Sara van Aalst. Hij trouwde met Ida Margaretha Wijnanda van der Loeff en Grietje Reddingius. Uit het eerste huwelijk werd onder anderen een dochter geboren, die trouwde met Ferdinand Marius Albarda, burgemeester van Zuidlaren. Uit het tweede huwelijk zoon Willem jr., die burgemeester werd in Sukabumi en Leek.

## Loopbaan
Van Waning werd opgeleid aan het Koninklijk Instituut voor de Marine in Den Helder en in 1862 benoemd tot adelborst 1e klasse. Tussen 1871 en 1873 nam hij deel aan diverse expedities rond Nederlands-Indië. Hij vervulde daarna diverse functies bij de Marine in binnen- en buitenland. In 1893 werd hij bevorderd tot kapitein-ter-zee, aansluitend voerde hij het bevel over diverse schroefstoomschepen, het ramschip Schorpioen en de pantserschepen Kortenaer, Evertsen en Piet Hein.
Van april 1898 tot maart 1899 had hij het bevel over de scheepsmacht in de wateren van Atjeh, als commandant van het pantserschip Prins Hendrik der Nederlanden en nam hij deel aan de gevechten rond Atjeh. Tot juni 1899 had hij de Koningin Emma der Nederlanden onder zijn hoede. Voor zijn aandeel in de Atjehoorlog werd hij benoemd tot ridder der 4e klasse van de Militaire Willems-Orde. In 1900 werd hij benoemd tot schout-bij-nacht, directeur en commandant der marine in Hellevoetsluis en commandant van de stelling der monden van de Maas en het Haringvliet. In 1902 ging Van Waning met pensioen.